# Razia Sultana

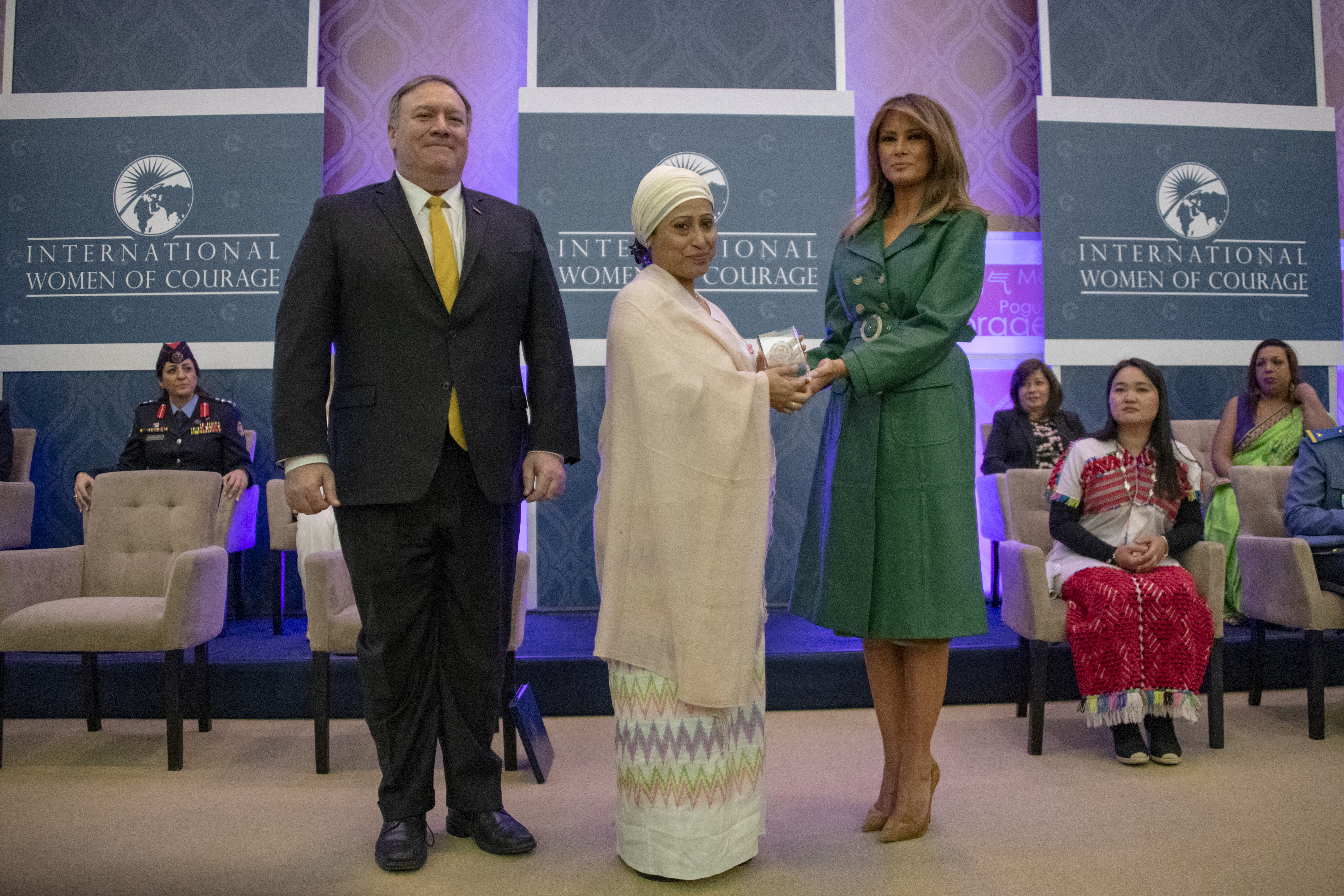
Razia Sultana vid IWOC-galan 2019

Razia Sultana, född 1973 i Maungdaw District, Burma är en människorättskämpe, advokat och lärare. Hennes arbete rör den folkgrupp hon själv tillhör, rohingyer och arbetet sker främst i Bangladesh där hon bor och dit många rohingyer kommit som flyktingar från Burma.
Sultanas arbetar bland annat med att uppmärksamma och förebygga trafficking och hantera trauman från massvåldtäkter hos kvinnor och barn som är rohingyer. Hon har skrivit rapporter om systematiskt, sexuellt våld utfört av de burmesiska säkerhetsstyrkorna efter att ha intervjuat hundratals flyktingar i Bangladesh som en del i sitt arbete att skapa uppmärksamhet till det som sker i Burma.
År 2019 var Sultana en av pristagarna vid International Women of Courage Award.